# مبادرة آدا
مبادرة آدا (بالإنجليزية: Ada Initiative)‏ هي منظمة غير هادفة للربح تسعى إلى رفع مشاركة المرأة في حركة الثقافة الحرة والتكنولوجيا مفتوحة المصدر. تم تأسيسها عام 2011 بواسطة فاليري أرورا مطورة نظام نواة لينكس وماري غاردينر وكلتاهما من المدافعين عن التكنولوجيا مفتوحة المصدر. سميت المبادرة نسبةً إلى آدا لوفلايس أول مبرمجة حاسوب في التاريخ والتي أطلق اسمها على لغة البرمجة «أيدا». في أغسطس عام 2015 أعلنت لجنة المنظمة عن حلِّها بحلول شهر أكتوبر عام 2015؛ وذلك بسبب انسحاب قادتها وعدم وجود بدلاء عنهم بحسب ما ورد في إعلان المنظمة.

## التاريخ

رسم لآدا لوفلايس بواسطة كولين آدامز

تعاونت فاليري أرورا وماري غاردينر ونسويات عديدات لخلق سياسات ضد التحرش في المؤتمرات التكنولوجية بعد تعرض نوارين شيرلي للتحرش الجنسي في مؤتمر ApacheCon عام 2010. تركت أرورا عملها في تطوير نواة لينكس في ريد هات، وأسست مبادرة آدا مع غاردينر في فبراير 2011. في 2014 أعلنت أورورا عن نيتها في التخلي عن منصبها كمدير تنفيذي للمبادرة وأنشئت لجنة لإيجاد بديل لها، وقررت غاردينر نائب المدير التنفيذي ألا ترشح نفسها للمنصب، لكنها ترأست اللجنة مع سومانا هاريهاريسوارا لتعلنا تعيين كريستال هاف مديرًا تنفيذيًا.
في أغسطس 2015 أعلنت المبادرة عن حلها في منتصف أكتوبر؛ 2015 وذلك لعدم رغبة كلتا المؤسِّسَتين في الاستمرار كمدير تنفيذي كما ورد في موقع المبادرة:
| مبادرة آدا | من الصعب العثور على مدير تنفيذي بحجم فاليري، وقد فكرنا في طرق عديدة لاستمرار المبادرة كأن تكون تطوعية فقط. وبعد عدة مداولات، قررنا حلَّ المبادرة وإتاحة كافة معلوماتنا وخبراتنا بدون قيود فكرية مما يتيح للجميع استخدامها وتطويرها؛ لتستمر الاستفادة منها للأبد. وقد قدمت المبادرة إنجازات عديدة نفخر بها | مبادرة آدا |

ولم تذكر المبادرة شيئًا عن تعيين هاف مديرًا تنفيذيًا عدا أن الأمور لم تسر على النحو المطلوب.

## الإدارة
كانت جميع أعمال المنظمة تطوعية غير هادفة للربح، واعتمد تمويلها على تبرعات أعضائها. في صيف 2011 شنت المنظمة حملة لجمع التبرعات كانت تهدف إلى مشاركة 100 ممول، وتوقفت قبل ستة أيام من الموعد المحدد لإنهائها. كانت منظمة لينكس أستراليا أول المتبرعين إلى جانب جوجل وبوبيت ودريم هوست. كانت غاردينر وأورورا العضوتين الوحيدتين المتفرغتين لأعمال المنظمة.

### مجلس الإدارة
تألف مجلس إدارة المنظمة من 7 عضوات قمن بالإشراف عليها؛ وهن ماري غاردينر وسو غاردنر وإيميليا جرينهول ورايتشل شالمرز وأليشيا جيب وأندريا هوربينسكي ومارينا زوراكينسكايا.

## مبادرات

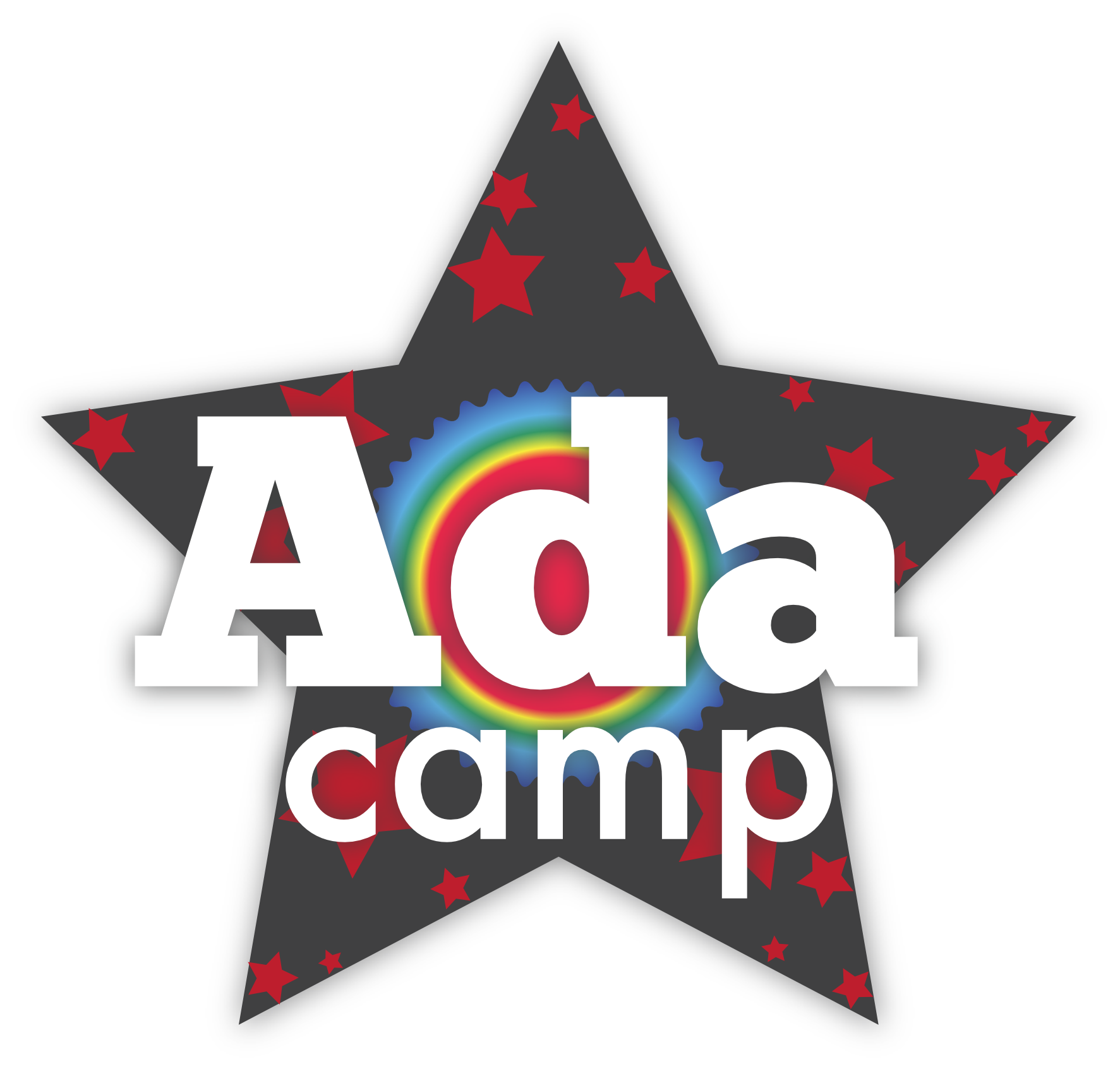
شعار آدا كامب

وضعت مبادرة آدا بالتعاون مع منظمات أخرى سياسات لمكافحة التحرش في المؤتمرات التكنولوجية. كما تعاونت المبادرة مع منظمي المؤتمرات لخلق وتبني هذه السياسات وخلق مناخ آمن ومرحب بالمشاركين والسيدات تحديدًا. وقد تبنت العديد من المؤتمرات هذه السياسات، مثل قمة مطوري أوبنتو وجميع مؤتمرات مؤسسة لينكس.
هدفت هذه السياسات إلى رفع مساهمة المرأة في مجال التكنولوجيا، كما قامت المبادرة بتنتظيم ورشة عمل وتدريب لزيادة مشاركة المرأة في البرمجيات الحرة مفتوحة المصدر ذات محتوى متاح مجانًا. ونتيجة لهذه الجهود؛ نجحت المبادرة في دفع النساء إلى الانخراط في مجال التكنولوجيا مفتوحة المصدر على نحو مهنيٍّ لا تطوعيٍّ فحسب. لم تكتفِ المبادرة بتلك الجهود بل أجرت أبحاثًا حول مشاركة وخبرات المرأة في مجال البرمجيات مفتوحة المصدر، مع الاهتمام بتحديثها باستمرار. على سبيل المثال؛ أجرت المنظمة دراسة حول المساواة بين الجنسين في مجال تكنولوجيا المصدر المفتوح صدرت عام 2006، ثم قامت بتحديثها مرتين عامي 2011 و2013 سعيًا إلى خلق مصدر موثوق يعود بالفائدة على هذه الصناعة. توسعت الدراسة عام 2011 لتشمل مشاركين من الجنسين، وموضوعات متنوعة كالبرمجيات مفتوحة المصدر والمشاع الإبداعي وغيرها.
نظمت مبادرة آدا "آدا كامب"؛ وهو لامؤتمر هدف إلى رفع مشاركة المرأة في التكنولوجيا مفتوحة المصدر والثقافة الحرة." عقد المؤتمر سبع مرات بين عامي 2012 و2015.

## روابط خارجية
- الموقع الإلكتروني الرسمي لمنظمة آدا